# San Juan Ermita
San Juan Ermita – miasto w południowo-wschodniej części Gwatemali w departamencie Chiquimula, leżące w odległości 16 km na wschód od stolicy departamentu i 30 km od granicy państwowej z Hondurasem. Miasto jest siedzibą władz gminy o tej samej nazwie, która w 2012 roku liczyła 13 467 mieszkańców. Gmina jest mała, a jej powierzchnia obejmuje tylko 92 km².